# Sinsheim
Sinsheim és una ciutat del sud-oest d'Alemanya, a l'àrea del Rin-Neckar de l'estat de Baden-Württemberg, entre Heidelberg i Heilbronn al districte de Rhein-Neckar. Està formada pel centre de la ciutat i 11 suburbis, amb una població total de 35.605 habitants (des del desembre del 2006). Ocupa una àrea de 127 km².

## Atraccions turístiques
La principal atracció turística de Sinsheim és el Museu de l'Automoció i la Tecnologia de Sinsheim, situat actualment en el suburbi de Steinsfurt, exposant un recull de vehicles històrics, amb més d'1 milió de visitants a l'any. El 1989 es va establir una àrea per realitzar fires de mostres, que mostren tot tipus d'esdeveniments industrials i populars.
Addicionalment, el centre de la ciutat és històric, l'Altes Rathaus (vella municipalitat) és un museu per a la ciutat i el seu rol durant la Revolució alemanya de 1848-1849. La ciutat es troba a prop d'una antiga fortalesa, el Burg Steinsberg, al poble de Weiler. Amb la seva torre octogonal, que data del segle xiii, ha estat anomenada la "brúixola" de la regió de Kraichgau, i avui en dia conté un restaurant. Més recentment, l'hotel O Sinsheim va ser construït pel propietari del Museu de l'Automoció i la Tecnologia de Sinsheim.

## Estadi
El 19 de setembre del 2006 l'alcalde de Sinsheim va anunciar que un nou estadi seria construït en el suburbi de Steinsfurt, no gaire lluny del Museu de l'Automoció i la Tecnologia de Sinsheim, pel club de futbol de la ciutat, el TSG 1899 Hoffenheim. L'estadi, que costarà € 40 milions i tindrà una capacitat de 30.000 espectadors, l'està construint Dietmar Hoppe, el cofundador i major posseïdor del gegant del programari SAP i el principal inversor del 1899 Hoffenheim.

## Història
La regió al voltant de Sinsheim ha estat poblada des del 700.000 AC, com és demostrat pel descobriment del fòssil Homo heidelbergensis al poble de Mauer, a uns 12 km al nord de Sinsheim. Els romans van dominar l'àrea des del 90 DC fins al 260 DC. La ciutat va ser fundada, possiblement, al voltant del 550 DC, pel noble franc Sunna. Va ser esmentada històricament per primera vegada el 770 DC en el Còdex de Lorsch. Des del 1192 va obtenir drets de ciutat (privilegis especials), atorgats per primera vegada per Enric IV del Sacre Imperi Romanogermànic.
Sinsheim ha estat una ciutat relativament pobra a través dels anys, i ha estat molt afectada per les guerres des del segle xvi fins al XVIII. Franz Sigel, un revolucionari nascut a Sinsheim, es va convertir en un famós general a la Guerra Civil Nord-americana.
El primer ferrocarril a Sinsheim va ser construït l'any 1900. Electricitat i canonades d'aigua pública van ser introduïdes a la ciutat a partir del 1910. Mentre els habitants de Sinsheim porten una mica d'orgull per la llarga història de la seva ciutat, la història local durant el Nazisme no és un tema popular, però es pot dir que hi va haver poques excepcions respecte a la resta d'Alemanya durant aquest temps.
Les  Guerres Mundials i la Gran Depressió van mantenir allunyat a Sinsheim del creixement fins que la A6 Autobahn va ser construïda el 1968. Aquesta connecta a Sinsheim amb rutes nacionals i internacionals i amb ciutats com Mannheim, Stuttgart, Frankfurt del Main, Heilbronn, Heidelberg i Ludwigshafen, tot a una hora. Tot i ser una ciutat tradicionalment agrícola, l'autopista la va convertir un petit centre industrial, però en els anys recents ha estat colpejada per la recessió i per la subcontractació internacional.

## Suburbis
- Adersbach
- Dühren
- Ehrstädt
- Eschelbach
- Hasselbach
- Hilsbach
- Hoffenheim
- Reihen
- Rohrbach
- Steinsfurt
- Waldangelloch
- Weiler